# Villanova Tulo
Villanova Tulo (en sardo: Biddanoa 'e Tullu) es un municipio de Italia de 1.208 habitantes en la provincia de Cerdeña del Sur, región de Cerdeña. Está situado a 60 km al norte de Cagliari, en la zona central de la subregión del Sarcidano, en la parte derecha del río Flumendosa.
La iglesia parroquial de San Giuliano, situada sobre de la colina de San Sebastiano, y el nuraga Adoni son los lugares de interés más destacados. Además, en el poblado se encuentran los murales de Pinuccio Sciola y una estatua de bronce construida en honor a Piergiorgio Gometz.

## Personajes relevantes
- Benvenuto Lobina, escritor.

## Evolución demográfica
| Gráfica de evolución demográfica de Villanova Tulo entre 1861 y 2001 |
|                                                                      |
| Fuente ISTAT - Elaboración gráfica de Wikipedia                      |